# غيرز أوف وور
معدات الحرب (بالإنجليزية: Gears of War) هي لعبة أكشن من منظور الشخص الثالث. طورت من قبل شركة إيبك جيمز ووزعت بواسطة مايكروسوفت جيم ستوديوز حصريا على منصة ألعاب إكس بوكس 360 في بادئ الأمر يوم 12 من تشرين الثاني 2006 في أمريكا الشمالية ويوم 17 من تشرين الثاني في أوروبا. باعت اللعبة أكثر من ثلاثة ملايين نسخة خلال عشرة أيام لتكون اللعبة الأسرع مبيعا لعام 2006 .

## القصة
تتمحور اللعبة حول فريق دلتا الذي يحاول إنقاذ البشرية في كوكب سيرا من الأعداء المتوحشين المعروفين باسم لوكوست .يأخذ اللاعب دور ماركوس فينكس سجين سابق ومحارب باسل، تعتمد اللعبة أسلوب الهجوم تحت غطاء والهجوم التكتيكي .

## وصلة خارجية
- غيرز أوف وور على موقع IMDb (الإنجليزية)
- الموقع الرسمي
- Gears of War for Microsoft Windows page